# Jan Baptist van der Meiren
Jan Baptist van der Meiren soms als Moiron geschreven (Antwerpen, 15 december 1664 - ? maar na 1736) was een Zuid-Nederlands kunstschilder. Hij had een grote invloed op Arnold Frans Rubens en Peter Tillemans.
Van der Meiren werd in 1685 opgenomen als "meester" in de Antwerpse Sint-Lucasgilde waarvan hij in 1700 deken werd. 
Hij had wereldwijde bekendheid hoewel hij bijna uitsluitend te Anwtwerpen heeft gewerkt. Enkel in 1695 maakte hij een reis naar Wenen.
In 1690 huwde hij met Catharina Tassaert.

## Werken
Werken van hem hangen onder andere in Palazzo Corsini.

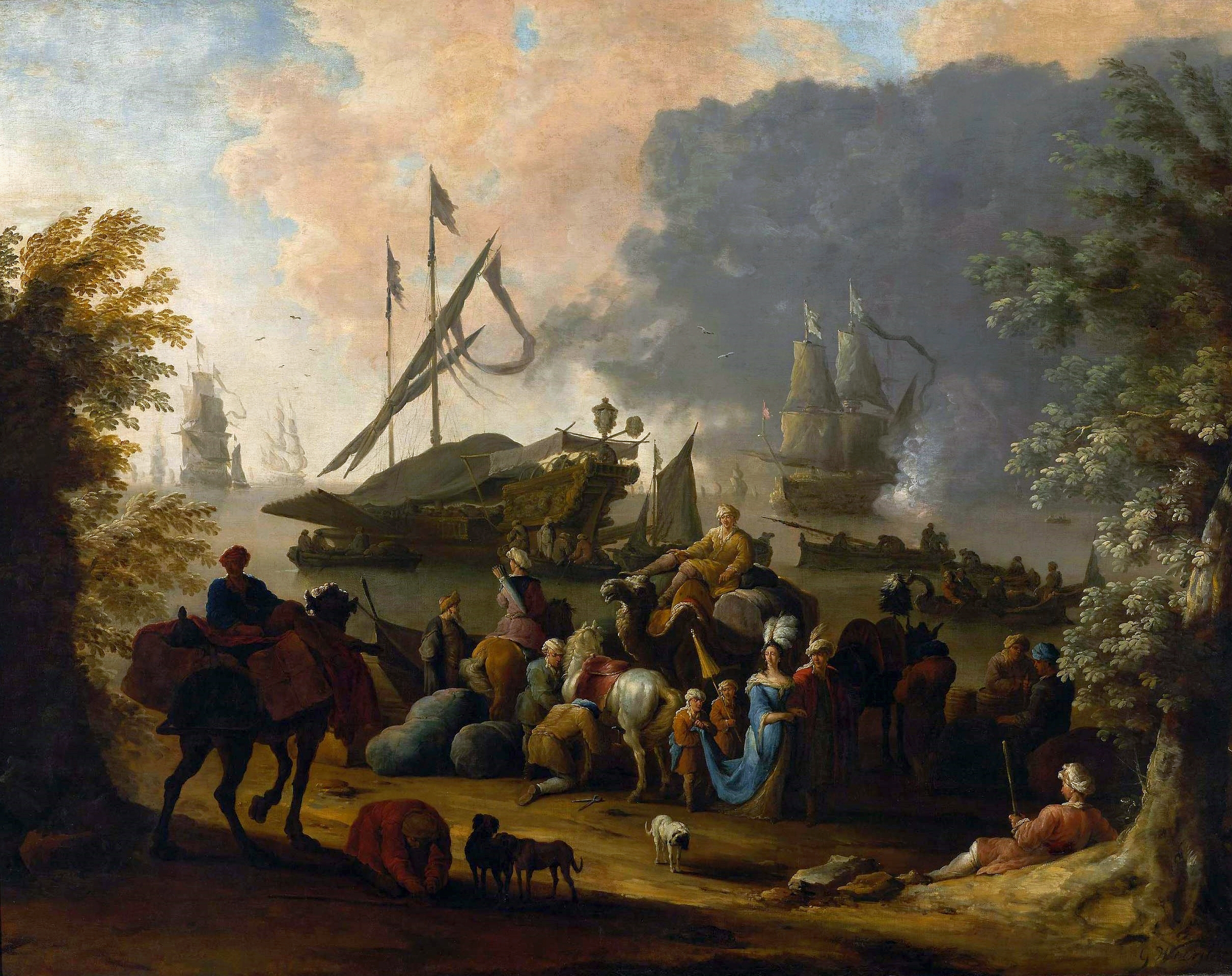
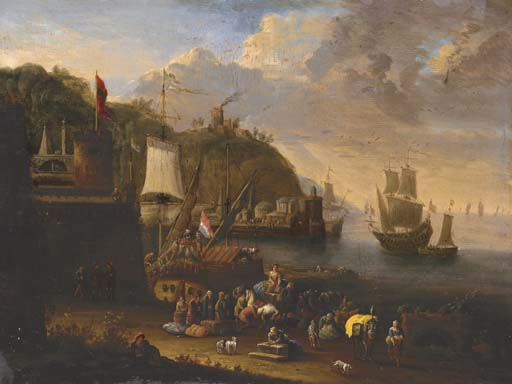
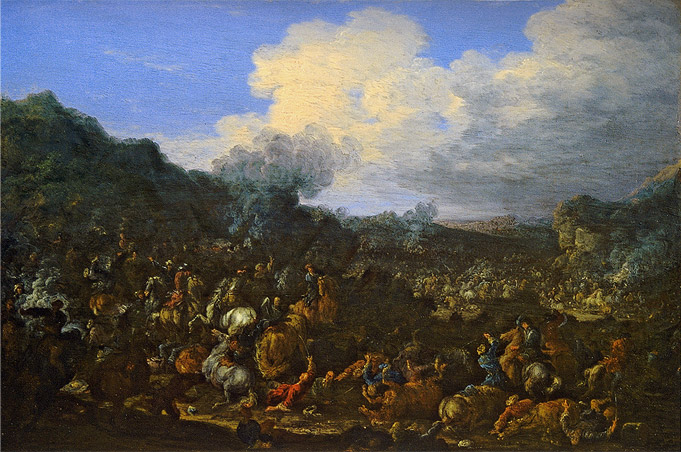
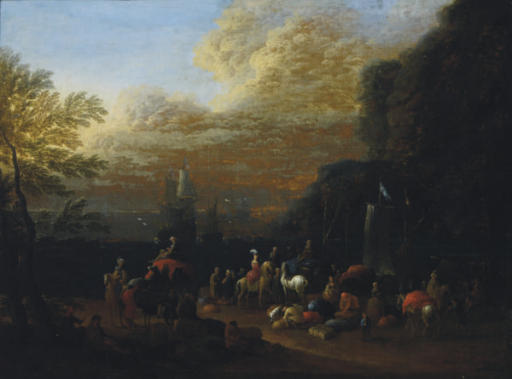
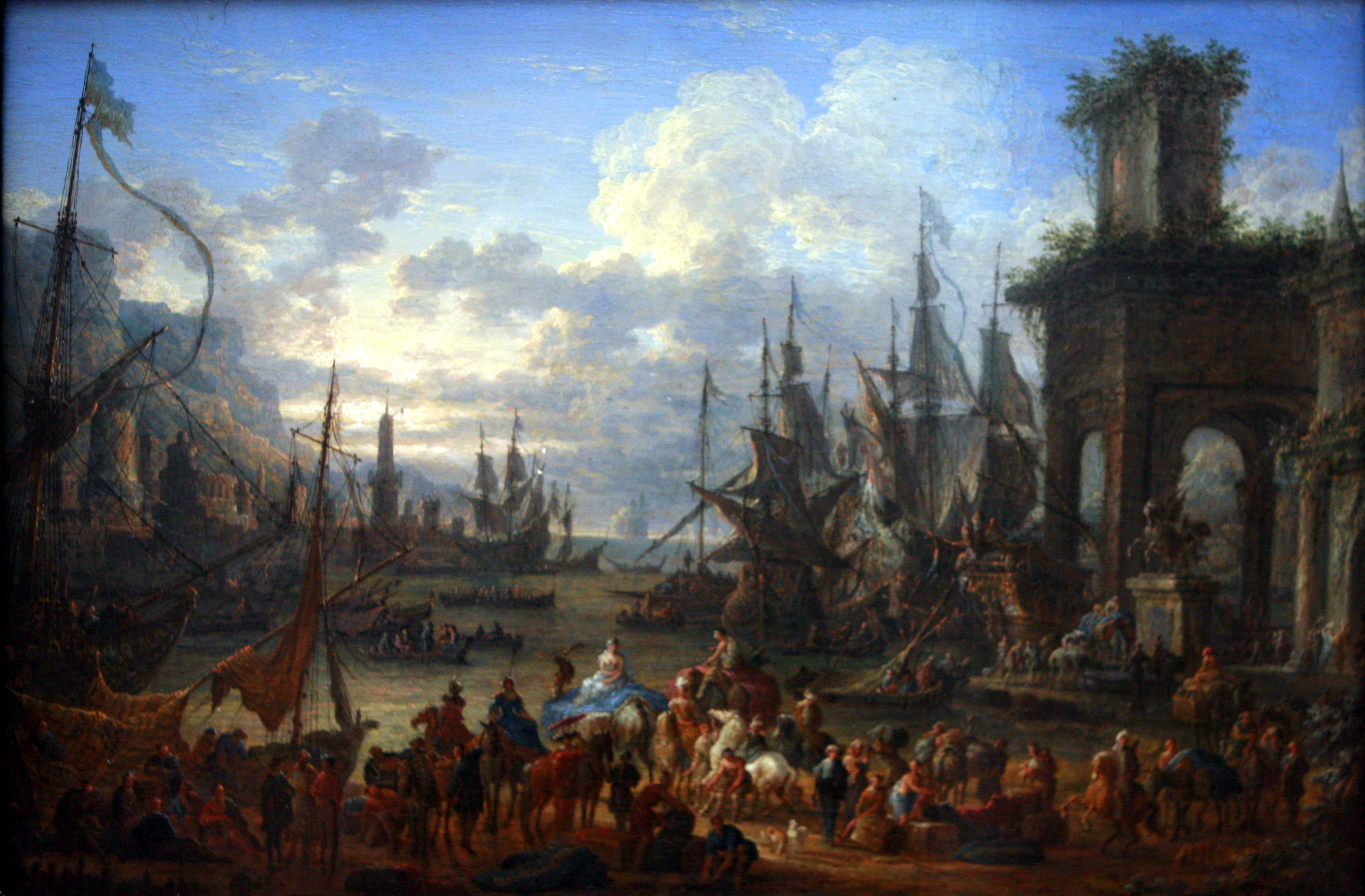
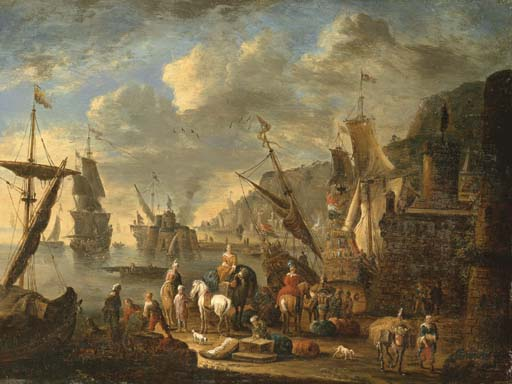
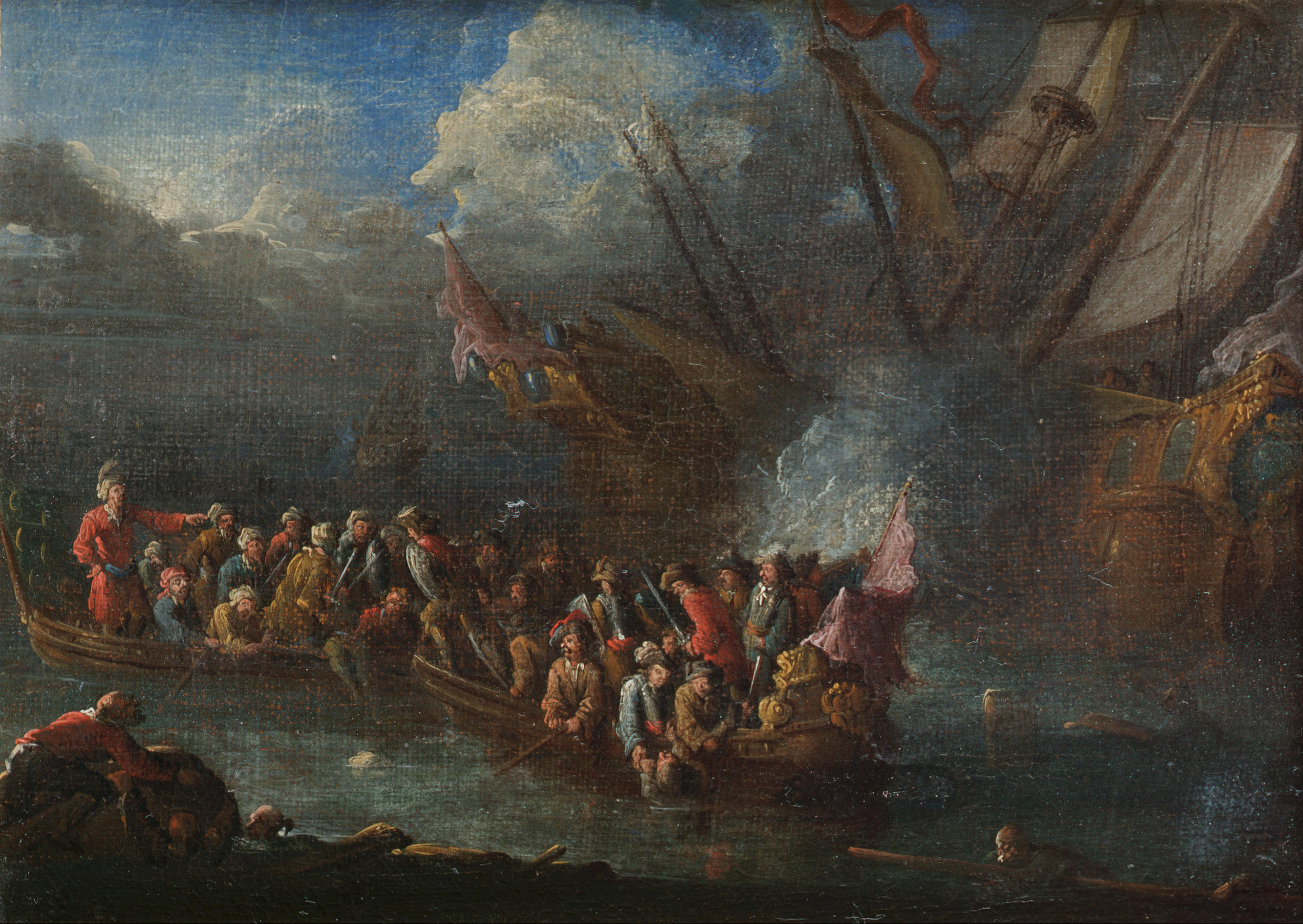